# Syndrome de Grisel
 Mise en garde médicale
Le syndrome de Grisel, ou torticolis nasopharyngien, est une subluxation non traumatique de l'articulation atloïdo-axoïdienne (C1-C2), causée par la contracture d’origine inflammatoire des muscles prévertébraux au contact d'un foyer infectieux.
C'est une des causes de torticolis aigu fébrile de l'enfant survenant au cours ou au décours d'une infection des voies aériennes supérieures, telle qu'une rhinopharyngite ou une angine.
Le diagnostic est difficile à porter avec certitude et on ne devrait le porter que par élimination des autres diagnostics différentiels de torticolis fébrile.
Le diagnostic radiologique à la recherche de la subluxation atloïdo-axoïdienne est la plupart du temps inutile au diagnostic.
Le traitement de la douleur et de la contracture musculaire permet d'éviter les complications comme la pérennisation d'une attitude vicieuse.
Il présente les mêmes symptômes qu'une méningite. Il apparaît chez les enfants mais peut réapparaître à l'adolescence.

## Description historique
En 1930 Pierre Grisel décrivait dans La Presse médicale un « torticolis à début brusque, caractérisé 
cliniquement et radiologiquement par une énucléation de l’atlas en position de luxation rotation due à une contracture inflammatoire des muscles prévertébraux, dont l’origine ne [pouvait] être qu’une infection spontanée ou postopératoire du nasopharynx ou de l’espace rétropharyngien. »